# مستعمرات إنجلترا الجديدة
تضمنت مستعمرات إنجلترا الجديدة التابعة لأمريكا البريطانية مستعمرة خليج ماساتشوستيس، ومستعمرة كونيكتيكت، ومستعمرة رود آيلاند ومزارع بروفيدنس ومقاطعة نيو هامشير. وكانت هذه المستعمرات جزءًا من المستعمرات الثلاثة عشرة التي تتضمن المستعمرات الوسطى والمستعمرات الجنوبية. وكانت هذه هي المستعمرات الأولى التي ستشكل لاحقًا الولايات في إنجلترا الجديدة. وأما كابتن جون سميث الشهير ببوكاهونتاس فهو مؤلف كتاب «وصف إنجلترا الجديدة» الذي صدر عام 1616 والذي نسب له إليه إطلاق مصطلح «إنجلترا الجديدة» للمرة الأولى على الأراضي الساحلية بأمريكا الشمالية من لونج آيلند ساوند إلى نيوفاوندلاند.

## أوائل القرن السابع عشر
أجرت فرنسا وإنجلترا ودول أخرى عدة محاولات في أوائل القرن السابع عشر لاحتلال إنجلترا الجديدة حيث كانت هذه الدول في تنازع مستمر للسيطرة على أراضي العالم الجديد. وقد أسس بالفعل النبيل الفرنسي بيير دوجيه دي مونت (سير دي مونت) مستوطنة في جزيرة سانت كروا، مين في يونيو 1604 تحت سلطة ملك فرنسا. وتقع جزيرة نهر سانت كروا الصغيرة على الحدود الشمالية لولاية مين الموجودة حاليًا. وبعد أن مات تقريبًا نصف سكان المستعمرات بسبب الشتاء القارس وداء الإسقربوط انتقلوا إلى خارج إنجلترا الجديدة شمالًا باتجاه بورت رويال نوفا سكوشا (انظر الرمز "R" على الخريطة الواقعة يمينًا) في ربيع عام 1605.
أدرك الملك جيمس الأول ملك إنجلترا ضرورة وجود مستوطنة دائمة بإنجلترا الجديدة فمنح الميثاق الملكي لشركة بلايماوث وشركة لندن. وصلت سفن شركة بلايماوث عند مدخل نهر كينبك (أُطلق عليه لاحقًا نهر سجاداهوك) في أغسطس 1607؛ حيث أسست مستوطنة أسمتها مستعمرة سجاداهوك واشتهرت أكثر باسم مستعمرة بوبهام (انظر الرمز "Po" بالخريطة على اليمين) لتكريم مقدم المال سير جون بوبهام. وقد واجه المستعمرون شتاءً قاسيًا وفقدوا الإمدادات على إثر حريق شبّ بالمخزن والعلاقات المختلطة مع قبائل السكان الأصليين.
وبعد وفاة قائد المستعمرة القبطانجورج بوبهام واتخاذ القائد الثاني رالي جيلبرت قرارًا بالعودة إلى إنجلترا لاستلام ميراث ورثه بوفاة أخيه الأكبر، قرر جميع المستعمرين العودة إلى إنجلترا. وفي عام 1607 تقريبًا رحل سكان المستعمرات على سفينتين هما ماري وجون وسفينة جديدة بنتها المستعمرة باسم فرجينيا أوف سجاداهوك. وكانت السفينة فرجينيا التي بلغت حمولتها 30 طنًا أول سفينة إنجليزية تُبنى بأمريكا الشمالية.
استمرت الصراعات على حقوق الأراضي خلال أوائل القرن السابع عشر حيث قامت فرنسا عام 1613 ببناء حصن بيتاجويه بالقرب من منطقة كاستين الحالية بولاية مين. وقد اعتُبر الحصن الذي يقوم بحماية محطة تجارية ومركز لصيد السمك أول مستوطنة طويلة الأجل أُسست بإنجلترا الجديدة. وقد ساعد الحصن خلال القرن السابع عشر في تحقيق العديد من الصفقات التجارية بين المستعمرين الإنجليز والفرنسيين والهولنديين.